# Victor Langellotti
Victor Langellotti (ur. 7 czerwca 1995 w Monako) – monakijski kolarz szosowy.

## Osiągnięcia
Opracowano na podstawie:
2017
- 2. miejsce na igrzyskach małych państw Europy (start wspólny)

2022
- 1. miejsce na 8. etapie Volta a Portugal

2023
- 1. miejsce na 6. etapie Presidential Cycling Tour of Turkey

2024
- 2. miejsce w Classic Grand Besançon Doubs

2025
- 2. miejsce w Tour of Norway
- 1. miejsce na 6. etapie Tour de Pologne

## Rankingi
| Rok             | 2021  | 2022  | 2023 | 2024 |
| --------------- | ----- | ----- | ---- | ---- |
| World Ranking   | 2068. | 1717. | 628. | 415. |
| UCI Europe Tour | 1403. | 1125. | -    | -    |
|                 |       |       |      |      |
| Źródło: UCI     |       |       |      |      |